# Saison 4 de Star Wars: The Clone Wars
Chronologie
Saison 3 Saison 5
La quatrième saison de Star Wars: The Clone Wars, série d'animation en 3D américaine, est constituée de vingt-deux épisodes.
Aussi nommée Battle Lines (en français Les Lignes de bataille), elle débute avec les épisodes Guerre aquatique et L'Attaque Gungan, diffusés le 16 septembre 2011, et se termine avec l'épisode Vengeance diffusé le 16 mars 2012 sur Cartoon Network. En France, elle est diffusée du 1er février 2012 au 14 mars 2012 sur W9. Le dernier épisode, Vengeance, a été diffusé en avant-première mondiale en France.
Elle sort ensuite en DVD et disque Blu-ray le 23 octobre 2012 aux États-Unis et le 24 octobre 2012 en France.

## Synopsis
La saison est composée de plusieurs arcs narratifs centrés sur des événements, des personnages ou des lieux :
1. Mon Calamari (3 épisodes) : Après l'assassinat du Roi Yos Kolina de Mon Cala, manigancé par Riff Tamson et les Séparatistes, une guerre civile éclate entre Mon Calamari et Quarren. Aidé par les armées de la République et du peuple Gungan, le jeune Prince Lee-Char doit apprendre prématurément les devoirs d'un roi afin de légitimer sa place sur le trône et sauver ces deux peuples de l'esclavage Séparatiste.
2. Gungans (1 épisode) : À la suite d'un complot, Boss Lyonie, le chef des Gungans, est blessé. Jar Jar Binks doit alors prendre sa place et assurer le rôle de chef par intérim dans des négociations avec le Général Grievous en personne.
3. Droïdes (2 épisodes) : Lors d'une banale mission humanitaire, R2-D2 et C-3PO se retrouvent embarqués dans une série d'aventures rocambolesques où ils viendront en aide à des peuples plus étranges les uns que les autres.
4. Soldats Clones (4 épisodes) : Au cœur d'une mission tactique sur Umbara, l'équipe de clones de la 501e menée par le Capitaine Rex se retrouve subitement sous le commandement du Général Pong Krell, un chef d'armée cruel et entêté qui n'a aucune considération morale pour les clones. Après une série de lourdes pertes, Rex et ses soldats se révoltent peu à peu contre l'autorité de cette brute sanguinaire.
5. Zygerria (3 épisodes) : Des esclavagistes Zygerriens ont enlevé le peuple Togruta tout entier sur la planète Kiros. Les Jedis Obi-Wan Kenobi et Anakin Skywalker, ainsi que sa padawan Ahsoka, vont devoir infiltrer Zygerria et ses marchés aux esclaves afin de retrouver ce peuple pacifique, au risque de subir le même sort...
6. Ahsoka (1 épisode) : Cet épisode est une suite à À la poursuite de la paix, un épisode de la troisième saison, qui illustre Lux Bonteri réclamant justice pour l'assassinat de sa mère et accusant en public le Comte Dooku en personne. Désormais exposé et en danger de mort, Ahsoka décide d'aider son ami aveuglé par la vengeance de sa mère.
7. Espionnage (4 épisodes) : Le Jedi Obi-Wan Kenobi est amené à simuler sa propre mort afin d'infiltrer sous couverture une équipe de hors-la-loi qui préparent un complot visant à assassiner le Chancelier Palpatine. L'espion Jedi va devoir former un trio dangereux avec Morallo Eval et le chasseur de primes Cad Bane, sans se faire repérer.
8. Sœurs de la Nuit (4 épisodes) : Ces épisodes sont une suite à Les Sorcières de la brume, un épisode de la troisième saison, qui illustrent d'une part la revanche du Comte Dooku qui envoie le Général Grievous pour éliminer Asajj Ventress et la Mère Talzin, et d'autre part la quête de Savage Opress pour retrouver son frère.

## Distribution

### Principaux et récurrents
- Matt Lanter (VF : Emmanuel Garijo ; VQ : Martin Watier) : Anakin Skywalker (14 épisodes)
- Ashley Eckstein (VF : Olivia Luccioni ; VQ : Claudia-Laurie Corbeil) : Ahsoka Tano (11 épisodes)
- James Arnold Taylor (VF : Bruno Choël ; VQ : François Godin) : Obi-Wan Kenobi (13 épisodes)
- Dee Bradley Baker (VF : Serge Biavan ; VQ : Jean-François Beaupré) : les soldats clones (15 épisodes)
- Matthew Wood (VF : Emmanuel Garijo ; VQ : Xavier Dolan) : les droïdes de combat, les droïdes commandos, les MagnaGardes (10 épisodes)
- Tom Kane (VF : Jean-Claude Donda ; VQ : Pierre Chagnon) : le narrateur (22 épisodes)
- Corey Burton (VF : Pierre Dourlens ; VQ : Guy Nadon) : Comte Dooku / Dark Tyranus (12 épisodes)
- Catherine Taber (VF : Sylvie Jacob ; VQ : Aline Pinsonneault) : Padmé Amidala (8 épisodes)
- Tom Kane (VF : Jean Lescot ; VQ : Jacques Lavallée) : Yoda (10 épisodes)
- Terrence C. Carson (VF : Jean-Paul Pitolin ; VQ : James Hyndman) : Mace Windu (6 épisodes)
- James Arnold Taylor (VF : Pierre Dourlens et Bernard Métraux)[Note 1] : Plo Koon (7 épisodes)
- Phil LaMarr (VF : Pascal Germain ; VQ : Daniel Lesourd) : Kit Fisto (5 épisodes)
- Dee Bradley Baker (VF : Jean-Michel Martial) : Saesee Tiin (4 épisodes)
- Angelique Perrin (VF : Julie Dumas) : Adi Gallia (5 épisodes)
- Ian Abercrombie (VF : Georges Claisse ; VQ : Yves Corbeil) : Palpatine / Dark Sidious (4 épisodes)
- Matthew Wood (VF : Gérard Darier ; VQ : Louis-Philippe Dandenault) : général Grievous (4 épisodes)
- R2-D2[Note 2] (7 épisodes)
- Dave Fennoy (VF : Gérard Darier) : Pong Krell (4 épisodes)
- James Arnold Taylor (VF : Bruno Dubernat) : Rako Hardeen (4 épisodes)
- Corey Burton (VF : Vincent Violette) : Cad Bane (4 épisodes)
- Stephen Stanton (VF : Éric Legrand) : Moralo Eval (4 épisodes)
- Nika Futterman (VF : Laura Blanc) : Asajj Ventress (4 épisodes)

### Invités
- Artt Butler (VF : José Luccioni) : capitaine Ackbar (épisodes 1 à 3)
- Adam McArthur : prince Lee-Char (épisodes 1 à 3)
- Anna Graves : sénatrice Meena Tills (épisodes 1 à 3)
- Corey Burton : Nossor Ri (épisodes 1 à 3)
- Matthew Wood : les Aqua droïdes (épisodes 1 à 3)
- Gary Anthony Williams (VF : Patrick Borg) : Riff Tamson (épisodes 1 à 3)
- Ahmed Best (VF : Roland Timsit ; VQ : Sébastien Dhavernas) : Jar Jar Binks (épisodes 2 à 4)
- Ahmed Best (VF : Roland Timsit) : Boss Lyonie (épisodes 2 et 4)
- Corey Burton (VF : Christian Pelissier) : Rish Loo (épisode 4)
- Fred Tatasciore (VF : Marcel Guido) : capitaine Tarpals (épisode 4)
- Jameelah McMillan : la reine de Naboo Neeyutnee (épisodes 4 et 18)
- Dee Bradley Baker (VF : Patrick Borg) : Kindalo (épisode 5)
- Anthony Daniels (VF : Jean-Claude Donda ; VQ : Luis de Cespedes) : C-3PO (épisodes 5 et 6)
- Cara Pifko : Orphne (épisode 5)
- David Acord (VF : Patricia Legrand) : Jimba (épisode 6)
- Nick Jameson (VF : Daniel Beretta) : Darts D'Nar (épisode 11)
- Tom Kane (VF : Jean-Luc Kayser) : Wullf Yularen (épisode 11)
- Corey Burton (VF : Charles Borg) : gouverneur Roshti (épisodes 11 à 13)
- Ricardo Mamood Vega (VF : Bernard Bollet) : Atai Molec (épisodes 11 à 13)
- Corey Burton (VF : Marc Perez) : Nix Card (épisode 12)
- Rajia Baroudi (VF : Véronique Augereau) : reine Miraj Scintel (épisodes 12 et 13)
- Victor Brandt (VF : Vincent Grass) : gardien en chef Agruss (épisodes 12 et 13)
- Dee Bradley Baker (VF : Jean-Claude Donda) : amiral Coburn (épisode 13)
- Corey Burton (VF : Bernard Bollet) : Bec Lawise (épisode 14)
- Jason Spisak : Lux Bonteri (épisode 14)
- Jon Favreau (VF : Saïd Amadis) : Pre Vizsla (épisode 14)
- Catherine Taber : Tryla, Voe Atell (épisode 14)
- Phil LaMarr (VF : Bernard Bollet) : chef Pieter (épisode 14)
- Katee Sackhoff : Bo-Katan (épisode 14)
- Anna Graves (VF : Véronique Borgias) : duchesse Satine Kryze (épisodes 14 et 15)
- Matthew Wood (VF : Jean-Claude Donda): captaine Taggart (épisode 14)
- Dee Bradley Baker (VF : Christian Pélissier) : Bossk (épisodes 15 et 20)
- Daniel Logan (VF : Brice Ournac) : Boba Fett (épisodes 15 et 20)
- Nika Futterman (VF : Marie-Charlotte Leclaire) : Sy Snootles (épisode 16)
- Ashley Eckstein : Kiera Swan (épisode 17)
- Catherine Taber : Twazzi (épisodes 17 et 18)
- Corey Burton : Sixtat (épisodes 17 et 18)
- Matthew Wood : Derrown (épisodes 17 et 18)
- Dave Filoni : Embo, Jakoli (épisodes 17 et 18)
- Barbara Goodson (VF : Cathy Cerdà) : Mère Talzin (épisodes 19, 21 et 22)
- Kathleen Gati : Daka l'Ancienne (épisode 19)
- Jaime King : Luce (épisode 19)
- Nika Futterman et Barbara Goodson : Sœurs de la Nuit (épisode 19)
- Catherine Taber : Karis (épisode 19)
- Tom Kane : major Rigosso, Oked (épisode 20)
- Ben Diskin (VF : Tony Marot) : Krismo Sodi (épisode 20)
- Ben Diskin (VF : Christian Pelissier) : Otua Blank (épisode 20)
- Clare Grant (VF : Brigitte Aubry) : Latts Razzi (épisodes 20 et 21)
- Simon Pegg : Dengar (épisode 20)
- Meredith Salenger (VF : Léa Gabrielle) : Pluma Sodi (épisode 20)
- David Acord : C-21 Highsinger (épisode 20)
- Clancy Brown (VF : Michel Vigné) : Savage Opress (épisodes 21 et 22)
- Ben Diskin : Morley (épisode 21)
- Sam Witwer (VF : Pascal Germain) : Dark Maul (épisodes 21 et 22)
- Corey Burton (VF : Jean-Claude Donda) : Loubo (épisode 21)
- Ashley Eckstein : Marwigo (épisode 21)

 Sources et légende : version française (VF) sur RS Doublage et Planète Jeunesse, version québécoise (VQ) sur Doublage.qc.ca.

## Liste des épisodes

### Épisode 1:Guerre aquatique
- États-Unis /  Canada : 16 septembre 2011 sur Cartoon Network / Teletoon
- France : 1er février 2012 sur W9

- États-Unis : 1,93 million de téléspectateurs[6] (première diffusion)

### Épisode 2:L'Attaque Gungan
- États-Unis : 16 septembre 2011 sur Cartoon Network
- Canada : 23 septembre 2011 sur Teletoon
- France : 1er février 2012 sur W9

- États-Unis : 1,93 million de téléspectateurs[6] (première diffusion)

### Épisode 3:Prisonniers
- États-Unis : 23 septembre 2011 sur Cartoon Network
- Canada : 30 septembre 2011 sur Teletoon
- France : 1er février 2012 sur W9

- États-Unis : 1,61 million de téléspectateurs[7] (première diffusion)

### Épisode 4:Le Guerrier de l'ombre
- États-Unis : 30 septembre 2011 sur Cartoon Network
- Canada : 7 octobre 2011 sur Teletoon
- France : 8 février 2012 sur W9

- États-Unis : 1,56 million de téléspectateurs[8] (première diffusion)

### Épisode 5:Mission humanitaire
- États-Unis : 7 octobre 2011 sur Cartoon Network
- Canada : 14 octobre 2011 sur Teletoon
- France : 8 février 2012 sur W9

- États-Unis : 1,35 million de téléspectateurs[9] (première diffusion)

### Épisode 6:Les Droïdes nomades
- États-Unis : 14 octobre 2011 sur Cartoon Network
- Canada : 21 octobre 2011 sur Teletoon
- France : 8 février 2012 sur W9

- États-Unis : 1,67 million de téléspectateurs[10] (première diffusion)

### Épisode 7:L'Obscurité sur Umbara
- États-Unis /  Canada : 28 octobre 2011 sur Cartoon Network / Teletoon
- France : 15 février 2012 sur W9

- États-Unis : 1,78 million de téléspectateurs[11] (première diffusion)

### Épisode 8:Le Général
- États-Unis /  Canada : 4 novembre 2011 sur Cartoon Network / Teletoon
- France : 15 février 2012 sur W9

- États-Unis : 1,56 million de téléspectateurs[12] (première diffusion)

### Épisode 9:Insubordination
- États-Unis /  Canada : 11 novembre 2011 sur Cartoon Network / Teletoon
- France : 15 février 2012 sur W9

- États-Unis : 1,80 million de téléspectateurs[13] (première diffusion)

### Épisode 10:Le Carnage de Krell
- États-Unis /  Canada : 18 novembre 2011 sur Cartoon Network / Teletoon
- France : 22 février 2012 sur W9

- États-Unis : 1,62 million de téléspectateurs[14] (première diffusion)

### Épisode 11:L'Enlèvement
- États-Unis /  Canada : 25 novembre 2011 sur Cartoon Network / Teletoon
- France : 22 février 2012 sur W9

- États-Unis : 1,57 million de téléspectateurs[15] (première diffusion)

### Épisode 12:Les Esclaves de la République
- États-Unis /  Canada : 2 décembre 2011 sur Cartoon Network / Teletoon
- France : 22 février 2012 sur W9

- États-Unis : 1,37 million de téléspectateurs[16] (première diffusion)

### Épisode 13:Les Évadés de Kadavo
- États-Unis /  Canada : 6 janvier 2012 sur Cartoon Network / Teletoon
- France : 29 février 2012 sur W9

- États-Unis : 1,39 million de téléspectateurs[17] (première diffusion)

### Épisode 14:Un ami dans le besoin
- États-Unis /  Canada : 13 janvier 2012 sur Cartoon Network / Teletoon
- France : 29 février 2012 sur W9

- États-Unis : 1,51 million de téléspectateurs[18] (première diffusion)

### Épisode 15:Manigance
- États-Unis /  Canada : 20 janvier 2012 sur Cartoon Network / Teletoon
- France : 29 février 2012 sur W9

- États-Unis : 2,12 millions de téléspectateurs[19] (première diffusion)

### Épisode 16:Amis et Ennemis
- États-Unis /  Canada : 27 janvier 2012 sur Cartoon Network / Teletoon
- France : 7 mars 2012 sur W9

- États-Unis : 1,62 million de téléspectateurs[20] (première diffusion)

### Épisode 17:La Boîte
- États-Unis /  Canada : 3 février 2012 sur Cartoon Network / Teletoon
- France : 7 mars 2012 sur W9

- États-Unis : 1,80 million de téléspectateurs[21] (première diffusion)

### Épisode 18:Crise sur Naboo
- États-Unis /  Canada : 10 février 2012 sur Cartoon Network / Teletoon
- France : 7 mars 2012 sur W9

- États-Unis : 1,86 million de téléspectateurs[22] (première diffusion)

### Épisode 19:Le Massacre
- États-Unis /  Canada : 24 février 2012 sur Cartoon Network / Teletoon
- France : 14 mars 2012 sur W9

- États-Unis : 1,46 million de téléspectateurs[23] (première diffusion)

### Épisode 20:Les Chasseurs
- États-Unis /  Canada : 2 mars 2012 sur Cartoon Network / Teletoon
- France : 14 mars 2012 sur W9

- États-Unis : 2,07 millions de téléspectateurs[24] (première diffusion)

### Épisode 21:Les Frères

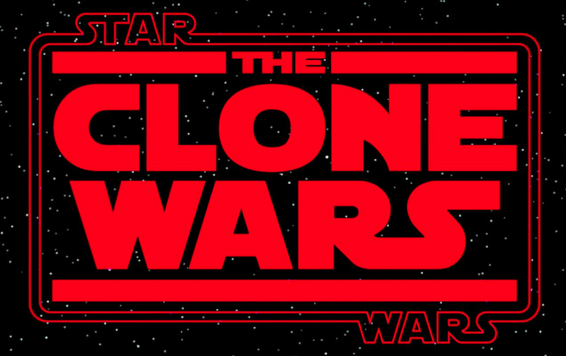
Le logo rouge d'ouverture des épisodes 21 et 22.

- États-Unis /  Canada : 9 mars 2012 sur Cartoon Network / Teletoon
- France : 14 mars 2012 sur W9

- États-Unis : 1,99 million de téléspectateurs[25] (première diffusion)

### Épisode 22:Vengeance
- France : 14 mars 2012 sur W9
- États-Unis /  Canada : 16 mars 2012 sur Cartoon Network / Teletoon

- États-Unis : 2,03 millions de téléspectateurs[26] (première diffusion)

## DVD et Blu-ray
| Intitulé du coffret                                           | Nombre d'épisodes | Dates de sortie                    | Dates de sortie             | Support        | Distributeur      |
| Intitulé du coffret                                           | Nombre d'épisodes | Zone 1 (dont États-Unis et Canada) | Zone 2 (Europe dont France) | Support        | Distributeur      |
| ------------------------------------------------------------- | ----------------- | ---------------------------------- | --------------------------- | -------------- | ----------------- |
| Star Wars: The Clone Wars - L'intégrale de la saison 4        | 22                | 23 octobre 2012                    | 24 octobre 2012             | DVD et Blu-ray | Warner Home Video |
| Star Wars: The Clone Wars - The Complete Seasons 1-4          | 88                | 22 octobre 2012,                   |                             | DVD et Blu-ray | Warner Home Video |
| Star Wars: The Clone Wars - Saisons 1 à 5 - Édition collector | 108               | 15 octobre 2013                    | 16 octobre 2013             | DVD et Blu-ray | Warner Home Video |
| Star Wars: The Clone Wars - Saisons 1 à 5                     | 108               | Aucune sortie                      | 30 septembre 2015           | DVD et Blu-ray | Warner Home Video |